# Hackberry (Texas)
Hackberry è un centro abitato degli Stati Uniti d'America, situato nella contea di Denton dello Stato del Texas.
La popolazione era di 968 persone al censimento del 2010.

## Geografia fisica
Hackberry è situata a 33°09′00″N 96°55′07″W (33.150134, -96.918702). Confina ad est e a sud con Frisco, a nord con Little Elm e con Lewisville Lake a sud e ad ovest.
Secondo lo United States Census Bureau, ha un'area totale di 0,69 miglia quadrate (1,8 km²).

## Società

### Evoluzione demografica
Secondo il censimento del 2000, c'erano 544 persone, 154 nuclei familiari e 133 famiglie residenti nella città. La densità di popolazione era di 1.012,9 persone per miglio quadrato (389,0/km²). C'erano 162 unità abitative a una densità media di 301,6 per miglio quadrato (115,8/km²). La composizione etnica della città era formata dal 62,50% di bianchi, l'1,47% di afroamericani, lo 0,37% di nativi americani, l'1,10% di asiatici, il 31,07% di altre razze, e il 3,49% di due o più etnie. Ispanici o latinos di qualunque razza erano il 45,40% della popolazione.
C'erano 154 nuclei familiari di cui il 50,0% aveva figli di età inferiore ai 18 anni, il 68,2% erano coppie sposate conviventi, il 9,1% aveva un capofamiglia femmina senza marito, e il 13,6% erano non-famiglie. Il 10,4% di tutti i nuclei familiari erano individuali e il 2,6% aveva componenti con un'età di 65 anni o più che vivevano da soli. Il numero di componenti medio di un nucleo familiare era di 3,53 e quello di una famiglia era di 3,75.
La popolazione era composta dal 37,5% di persone sotto i 18 anni, l'8,8% di persone dai 18 ai 24 anni, il 32,5% di persone dai 25 ai 44 anni, il 15,6% di persone dai 45 ai 64 anni, e il 5,5% di persone di 65 anni o più. L'età media era di 29 anni. Per ogni 100 femmine c'erano 124,8 maschi. Per ogni 100 femmine dai 18 anni in giù, c'erano 113,8 maschi.
Il reddito medio di un nucleo familiare era di 40.000 dollari, e quello di una famiglia era di 41.563 dollari. I maschi avevano un reddito medio di 28.854 dollari contro i 18.750 dollari delle femmine. Il reddito pro capite era di 13.427 dollari. Circa il 10,6% delle famiglie e il 9,4% della popolazione erano sotto la soglia di povertà, incluso il 10,9% di persone sotto i 18 anni e il 10,7% di persone di 65 anni o più.